# 慈愛の輝き
『慈愛の輝き』（じあいのかがやき, 原題:George Harrison）は、1979年2月20日に発表されたジョージ・ハリスンのアルバムである。日本国内では同年2月25日にワーナー・パイオニアからリリースされた。

## 解説

### 制作に至る経緯
1976年11月、ワーナー・ブラザース・レコードの社長モー・オースティンの助けを得て、ようやくアルバム『33 1/3』をリリースできたハリスンは、翌年2月に一連のプロモーション活動が終わるといったん音楽活動から遠ざかり、1977年の大半を公私にわたるパートナーであったオリヴィア・アリアスと共にF1やロードレースなど趣味であるモータースポーツの観戦に興じた。シーズン中にF1ドライバーのニキ・ラウダやジャッキー・スチュワート、ジョディー・シェクター、オートバイ・レーサーのバリー・シーンやスティーブ・パリッシュらと親交を持った。
10月のF1アメリカGPの後、前年の大事故から復活して2度目のワールドチャンピオンを確定したラウダとの会話にハリスンは触発され、曲作りを再開しようと考えた。その後、イギリスに戻って再び創作活動を始め、さらにハワイ・マウイ島でリラックスした時間を過ごし、島の豊かな自然環境からインスピレーションを受けながら曲作りを行った。
一方で、イギリスではパンク・ロックが席巻し、アメリカではディスコ・ミュージックが主流になりつつあった音楽業界で、自分のサウンドが受け入れられるには新たな手立てが必要であるともハリスンは考えていた。そこで1978年1月、ハリスンはオースティンのアドバイスに従い、ロサンゼルスでワーナーの専属プロデューサーであるレニー・ワロンカー、ラス・タイトルマン、テッド・テンプルマンと会い、最新曲のデモを聴かせた。最終的にタイトルマンを共同プロデューサーに迎えることに決めた。その後ハリスンはハワイに戻り、2か月間をかけて新曲を書き、以前に作曲した曲を仕上げた。

### レコーディング
3月中旬、ハリスンはロサンゼルスに戻り、タイトルマンに出来上がった曲を聴かせた。そして、まずアリアスへのラブソングとして書きあげた「ダーク・スウィート・レディ」をアミーゴ・スタジオで録音した。
4月に入ってイギリスへ戻ると、自宅のフライアー・パーク・スタジオでアンディ・ニューマークやウィリー・ウィークス、ニール・ラーセンらと共に本格的にレコーディングを開始した。最初の2週間でベーシックトラックを完成させると、その後時間をかけてオーバーダビングやミキシングを行った。その間、5月に父ハロルドが亡くなり、3か月後の8月に息子ダーニが誕生、そして9月にアリアスと正式に結婚した。
レコーディング・セッションにはレイ・クーパーやスティーヴ・ウィンウッドも参加した。旧友のゲイリー・ライトはハリスンと共作した「イフ・ユー・ビリーヴ」の録音に参加した。また、エリック・クラプトンはハリスンの前妻パティ・ボイドを伴って訪問したときに依頼され、「愛はすべての人に」のイントロでギターを弾いた。ストリングスとホーンは、ロンドンのAIRスタジオで加えられた。

### リリース
1978年10月初めにはアルバムは完成し、クリスマス商戦に間に合わせて発売する予定だったが、アートワークの完成が遅れたため、翌年に延期された。
1979年2月14日、「ブロー・アウェイ」をアルバムからの先行シングルとして発売すると、アメリカの『ビルボード』誌のHot 100では最高位16位を記録し、同誌のアダルト・コンテンポラリー・チャートでは第2位を獲得する大ヒットとなった。イギリスでは「二人はアイ・ラヴ・ユー」以来のシングルチャート入りを果たし、最高位51位を記録した。
しかし2月20日に発売された本作は、アメリカの『キャッシュボックス』誌では前作を上回る最高位第12位を記録したが、『ビルボード』誌アルバム・チャートでは最高位第14位、イギリスでは最高位第39位、日本のオリコン誌で最高位第31位と、前作を下回り、売り上げも思うように伸びなかった。
なお、邦題の『慈愛の輝き』は発売元であるワーナー・パイオニアの担当者により、収録曲「永遠の愛」の歌詞から考案された。これは1977年に東芝EMIが再発していた『オール・シングス・マスト・パス』が、1971年発売当初は『ジョージ・ハリスン』の邦題を使っていたので、混同を避けるためであった。
1991年にCD化されたが、その後1994年にダーク・ホース・レコードとワーナーとの配給契約が満了するとしばらくの間、廃盤状態となった。2004年3月、デジタル・リマスタリングを施されて他のアルバムと共にEMI傘下で再発された。その際、ジャケット表右上のタイトルが削除され、その代わり左上にハリスンのサインが追加された。また「ヒア・カムズ・ザ・ムーン」のデモ音源がボーナス・トラックとして追加収録された。

## アートワーク
アートディレクションはアメリカのデザイナー兼写真家のマイク・ソールズベリーが担当した。ジャケット写真もソールズベリーによって、ハリスンの自宅であるフライアー・パークの庭園で撮影された。
インナー・スリーブ表面には、「ファースター」の歌詞と1978年7月にブランズ・ハッチで開催されたイギリスGPで、イギリスの写真家ジェフ・ブロクサムが撮影した、ハリスンとスチュワートが並んで歩く写真が掲載された。歌詞の下には、この曲がスチュワートとラウダにインスパイアされたこと、この曲をF1関係者全体に捧げること、シェクターへの特別の感謝、そして9月のイタリアGPで事故死したロニー・ピーターソンを偲ぶことが記載されていた。また、マウイ島のレストラン経営者ボブ・ロンギ
に「ソフト・ハーテッド・ハナ」を捧げると記している。
2004年に再発された際、ジャケット表右上のタイトルが削除され、その代わり左上にハリスンのサインが追加された。

## 収録曲

### オリジナル・アナログ・LP
| #         | タイトル                                          | 作詞・作曲         | 時間  |
| --------- | ------------------------------------------------- | ------------------ | ----- |
| 1.        | 「愛はすべての人に」(Love Comes to Everyone)      | ジョージ・ハリスン | 4:36  |
| 2.        | 「ノット・ギルティ」(Not Guilty)                  | ジョージ・ハリスン | 3:35  |
| 3.        | 「ヒア・カムズ・ザ・ムーン」(Here Comes The Moon) | ジョージ・ハリスン | 4:48  |
| 4.        | 「ソフト・ハーテッド・ハナ」(Soft-Hearted Hana)   | ジョージ・ハリスン | 4:03  |
| 5.        | 「ブロー・アウェイ」(Blow Away)                   | ジョージ・ハリスン | 4:00  |
| 合計時間: | 合計時間:                                         | 合計時間:          | 21:02 |

| #         | タイトル                                        | 作詞・作曲                          | 時間  |
| --------- | ----------------------------------------------- | ----------------------------------- | ----- |
| 1.        | 「ファースター」(Faster)                        | ジョージ・ハリスン                  | 4:46  |
| 2.        | 「ダーク・スウィート・レディ」(Dark Sweet Lady) | ジョージ・ハリスン                  | 3:32  |
| 3.        | 「永遠の愛」(Your Love Is Forever)              | ジョージ・ハリスン                  | 3:45  |
| 4.        | 「ソフト・タッチ」(Soft Touch)                  | ジョージ・ハリスン                  | 3:59  |
| 5.        | 「イフ・ユー・ビリーヴ」(If You Believe)        | ジョージ・ハリスン ゲイリー・ライト | 4:54  |
| 合計時間: | 合計時間:                                       | 合計時間:                           | 20:56 |

### 2004年再発盤CD
| #         | タイトル                                                                                          | 作詞・作曲                          | 時間  |
| --------- | ------------------------------------------------------------------------------------------------- | ----------------------------------- | ----- |
| 1.        | 「愛はすべての人に」(Love Comes to Everyone)                                                      | ジョージ・ハリスン                  | 4:36  |
| 2.        | 「ノット・ギルティ」(Not Guilty)                                                                  | ジョージ・ハリスン                  | 3:35  |
| 3.        | 「ヒア・カムズ・ザ・ムーン」(Here Comes The Moon)                                                 | ジョージ・ハリスン                  | 4:48  |
| 4.        | 「ソフト・ハーテッド・ハナ」(Soft-Hearted Hana)                                                   | ジョージ・ハリスン                  | 4:03  |
| 5.        | 「ブロー・アウェイ」(Blow Away)                                                                   | ジョージ・ハリスン                  | 4:00  |
| 6.        | 「ファースター」(Faster)                                                                          | ジョージ・ハリスン                  | 4:46  |
| 7.        | 「ダーク・スウィート・レディ」(Dark Sweet Lady)                                                   | ジョージ・ハリスン                  | 3:32  |
| 8.        | 「永遠の愛」(Your Love Is Forever)                                                                | ジョージ・ハリスン                  | 3:45  |
| 9.        | 「ソフト・タッチ」(Soft Touch)                                                                    | ジョージ・ハリスン                  | 3:59  |
| 10.       | 「イフ・ユー・ビリーヴ」(If You Believe)                                                          | ジョージ・ハリスン ゲイリー・ライト | 4:54  |
| 11.       | 「ヒア・カムズ・ザ・ムーン(アコースティック・デモ)」(Here Comes the Moon (Acoustic demo version)) | ジョージ・ハリスン                  | 4:39  |
| 合計時間: | 合計時間:                                                                                         | 合計時間:                           | 46:37 |

### 2007年iTunes Store版ボーナス・トラック
| #   | タイトル                                             | 作詞・作曲         | 時間 |
| --- | ---------------------------------------------------- | ------------------ | ---- |
| 12. | 「ブロー・アウェイ(デモ)」(Blow Away (Demo version)) | ジョージ・ハリスン | 3:05 |

## 参加ミュージシャン
- ジョージ・ハリスン - ボーカル、エレクトリック・ギター、バッキング・ボーカル、ベース (#6)
- アンディ・ニューマーク - ドラム
- ウィリー・ウィークス – ベース
- ニール・ラーセン - キーボード、ミニモーグ・シンセサイザー
- レイ・クーパー - パーカッション
- スティーヴ・ウィンウッド – ポリモーグ・シンセサイザー、ハーモニウム、ミニモーグ・シンセサイザー、バッキング・ボーカル
- エミール・リチャーズ – マリンバ
- ゲイル・レヴァント- ハープ
- エリック・クラプトン – ギター (#1)
- ゲイリー・ライト – オーバーハイムOB-X (#10)
- デル・ニューマン – ストリングス、ホーン・アレンジメント